# اسکار کاوفمان
 اسکار کاوفمان (مجاری: Kaufmann Oskar؛ ۲ فوریهٔ ۱۸۷۳ – ۶ سپتامبر ۱۹۵۶) یک معمار اهل مجارستان بود.